# Présilly (Haute-Savoie)
Pour les articles homonymes, voir Présilly.
Présilly est une commune française située dans le département de la Haute-Savoie, en région Auvergne-Rhône-Alpes.

## Géographie
La commune se trouve dans le Nord-Ouest de la Haute-Savoie, au sud de Genève, sur le versant nord de la montagne de Sion et au pied du Salève à l'est.

## Urbanisme

### Typologie
Au 1er janvier 2024, Présilly est catégorisée commune rurale à habitat dispersé, selon la nouvelle grille communale de densité à sept niveaux définie par l'Insee en 2022.
Elle est située hors unité urbaine. Par ailleurs la commune fait partie de l'aire d'attraction de Genève - Annemasse (partie française), dont elle est une commune de la couronne,. Cette aire, qui regroupe 158 communes, est catégorisée dans les aires de 700 000 habitants ou plus (hors Paris),.

### Occupation des sols
L'occupation des sols de la commune, telle qu'elle ressort de la base de données européenne d’occupation biophysique des sols Corine Land Cover (CLC), est marquée par l'importance des territoires agricoles (54,7 % en 2018), en diminution par rapport à 1990 (56,1 %). La répartition détaillée en 2018 est la suivante : 
prairies (32,7 %), forêts (30,9 %), zones agricoles hétérogènes (11,9 %), terres arables (10 %), zones urbanisées (5,8 %), milieux à végétation arbustive et/ou herbacée (4,7 %), zones industrielles ou commerciales et réseaux de communication (4 %).
L'IGN met par ailleurs à disposition un outil en ligne permettant de comparer l’évolution dans le temps de l’occupation des sols de la commune (ou de territoires à des échelles différentes). Plusieurs époques sont accessibles sous forme de cartes ou photos aériennes : la carte de Cassini (XVIIIe siècle), la carte d'état-major (1820-1866) et la période actuelle (1950 à aujourd'hui).

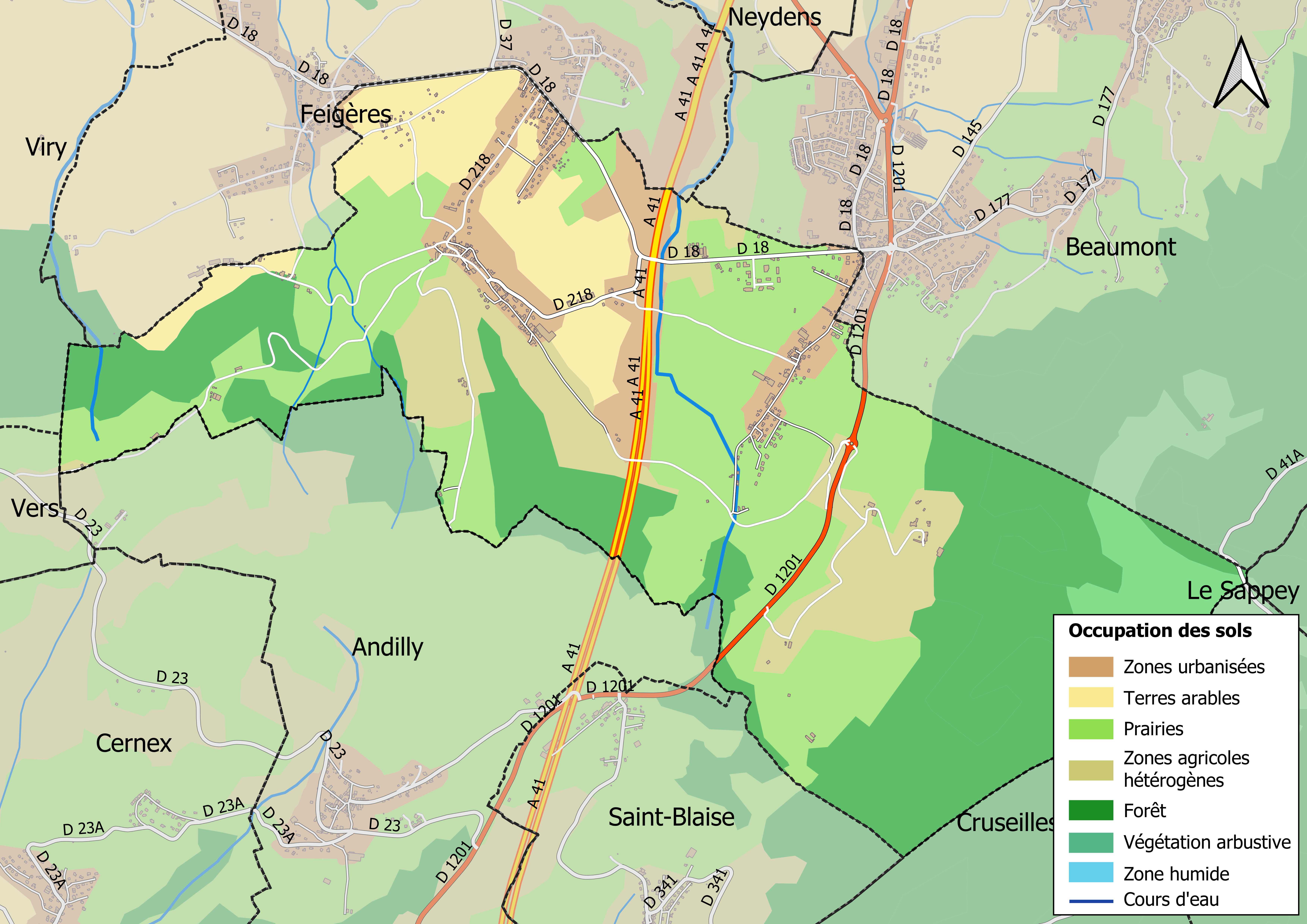
Carte des infrastructures et de l'occupation des sols en 2018 (CLC) de la commune.
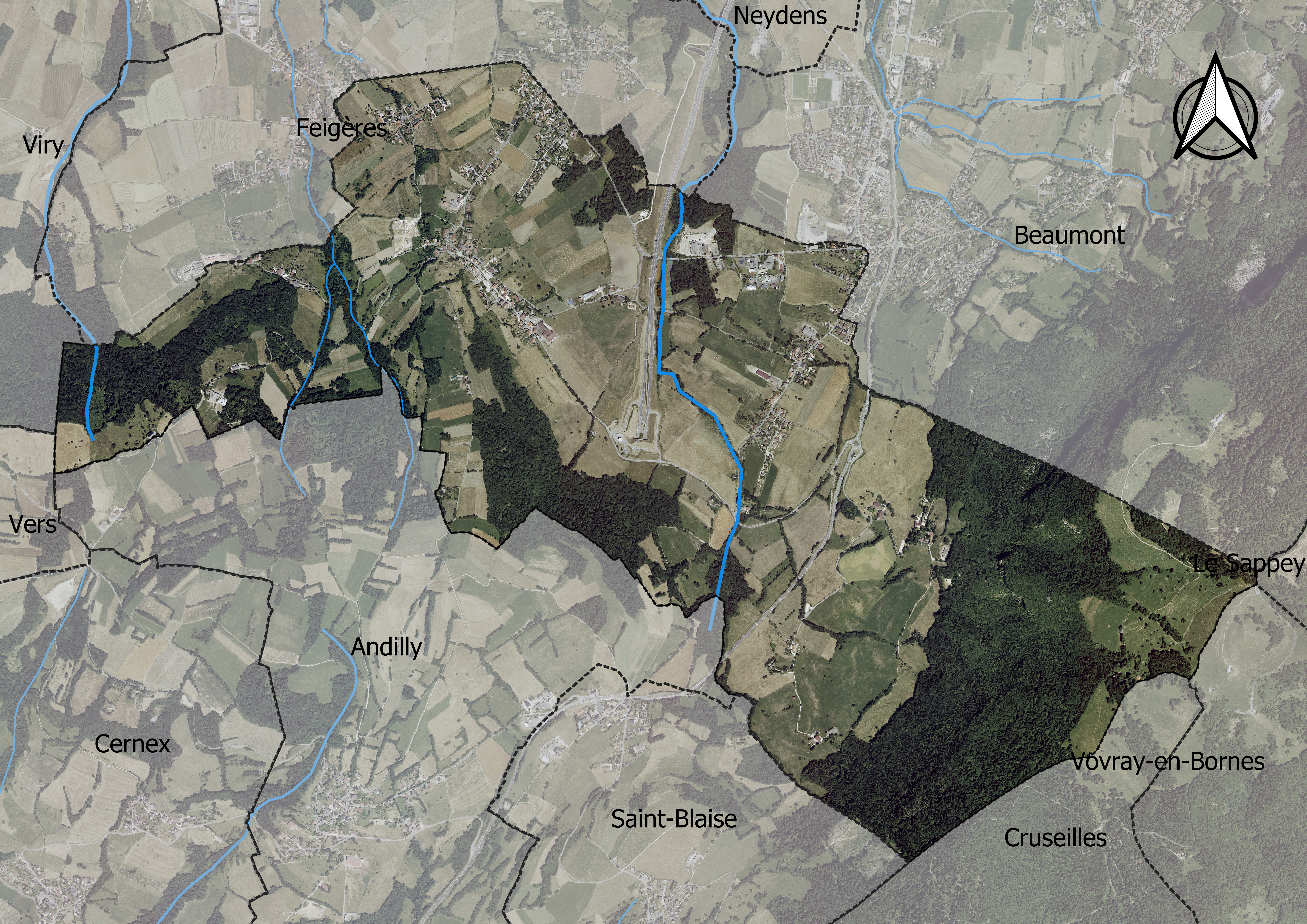
Carte orthophotogrammétrique de la commune.

## Toponymie
La première mention de la paroisse, Cura de Prisillier, selon le Pouillé du Diocèse de Genève (vers 1344). Le Regeste genevois (1866) mentionne les formes (sans date) « Présilly, Priscilliacus, Preseulie, Prisillier… », et le curé Pettex (Statistique historique du Diocèse d'Annecy, 1880) les formes « Prixilliacum, Prescilie, Prisilier ».
Il s'agirait d'un toponyme issu d'un nom de domaine gallo-romain *Pr[a]eciliacum, dérivé avec le suffixe -acum.
En francoprovençal, le nom de la commune s'écrit Prézlyi, selon la graphie de Conflans.

## Histoire
Vers 1070, une chartreuse est fondée au lieu-dit Pomier (ou Pommier, du latin Pomerium qui a ensuite dérivé) par un comte de Genève, probablement Amédée Ier, et fortement dotée par son fils Guillaume Ier, en 1079.

## Politique et administration
| Période                                  | Période  | Identité         | Étiquette | Qualité             |
| ---------------------------------------- | -------- | ---------------- | --------- | ------------------- |
| 2014                                     | En cours | Nicolas Duperret | DVD       | ...                 |
| 2008                                     | 2014     | Alain Bullat     | ...       | ...                 |
| 2001                                     | 2005     | François Déprez  | ...       | Cadre Supérieur EDF |
| Les données manquantes sont à compléter. |          |                  |           |                     |

## Démographie
L'évolution du nombre d'habitants est connue à travers les recensements de la population effectués dans la commune depuis 1793. Pour les communes de moins de 10 000 habitants, une enquête de recensement portant sur toute la population est réalisée tous les cinq ans, les populations de référence des années intermédiaires étant quant à elles estimées par interpolation ou extrapolation. Pour la commune, le premier recensement exhaustif entrant dans le cadre du nouveau dispositif a été réalisé en 2008.

En 2022, la commune comptait 1 082 habitants, en évolution de +24,65 % par rapport à 2016 (Haute-Savoie : +6,01 %, France hors Mayotte : +2,11 %).
| 1793 | 1800 | 1806 | 1822 | 1838 | 1848 | 1858 | 1861 | 1866 |
| ---- | ---- | ---- | ---- | ---- | ---- | ---- | ---- | ---- |
| 302  | 359  | 370  | 431  | 434  | 562  | 495  | 460  | 480  |

| 1872 | 1876 | 1881 | 1886 | 1891 | 1896 | 1901 | 1906 | 1911 |
| ---- | ---- | ---- | ---- | ---- | ---- | ---- | ---- | ---- |
| 466  | 518  | 602  | 667  | 578  | 559  | 587  | 522  | 504  |

| 1921 | 1926 | 1931 | 1936 | 1946 | 1954 | 1962 | 1968 | 1975 |
| ---- | ---- | ---- | ---- | ---- | ---- | ---- | ---- | ---- |
| 398  | 405  | 406  | 406  | 339  | 376  | 390  | 368  | 418  |

| 1982 | 1990 | 1999 | 2006 | 2008 | 2013 | 2018  | 2022  | - |
| ---- | ---- | ---- | ---- | ---- | ---- | ----- | ----- | - |
| 474  | 562  | 622  | 655  | 665  | 757  | 1 051 | 1 082 | - |

Les habitants de Présilly sont appelés les Présillien(ne)s.

## Culture et patrimoine

### Lieux et monuments
- Maison du Salève, centre d'interprétation et de documentation sur le massif du Salève dans une ancienne ferme du XVIIIe siècle.

- Chartreuse de Pomier[11].
- La Madone de Présilly.

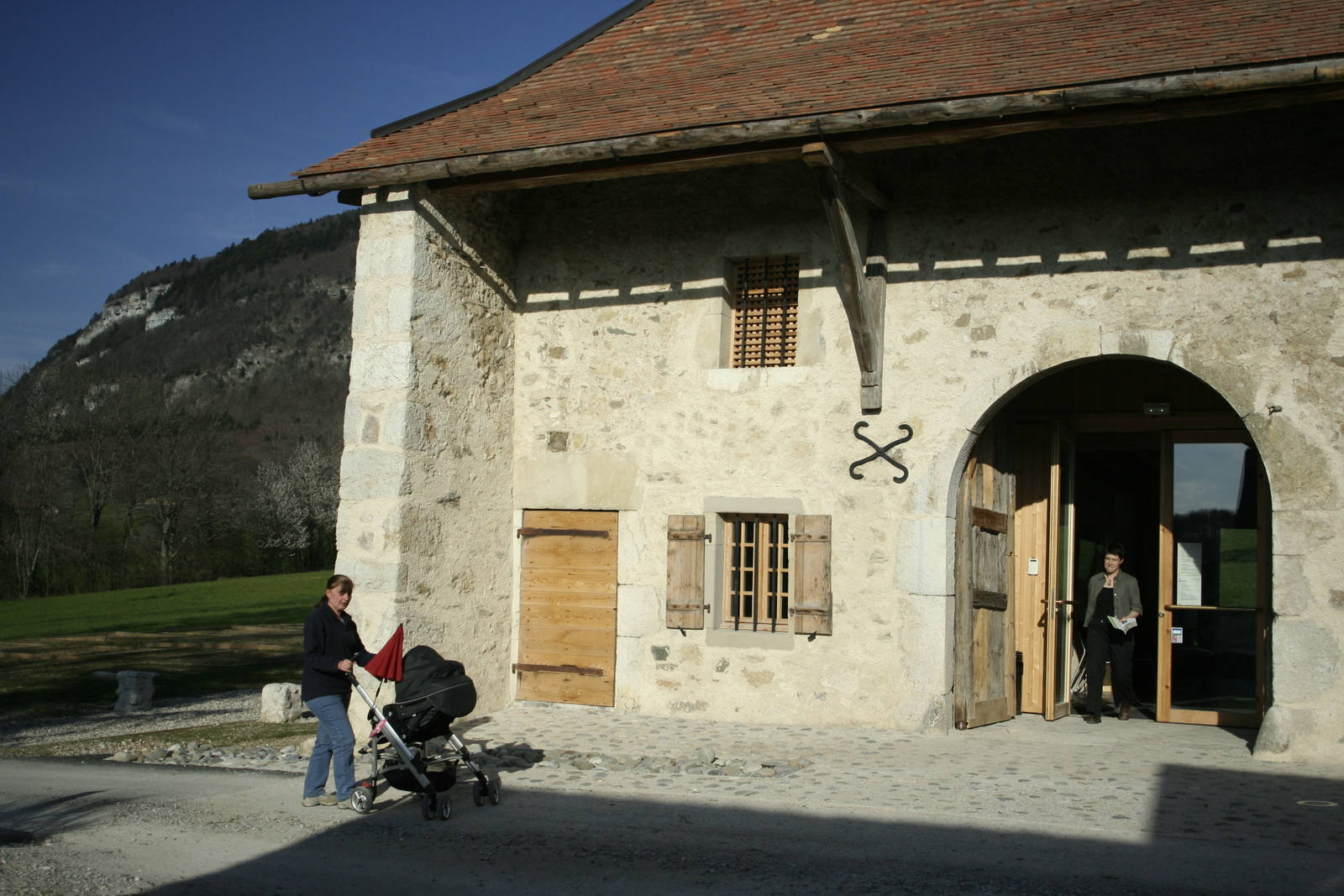
Vue de la maison du Salève à Présilly.

- Église Saint-Clément dans un style néo-classique dit « sarde »[Note 3].

### Héraldique
| Blason de Présilly | Blason  | D'azur au monde d'argent cintré et croisé d'or; au chef d'or à la croix ajouré d'azur. |
| Blason de Présilly | Détails | adopté le 12 septembre 1985.                                                           |